# مونيك دي بروين (مبارزة بالسيف)
مونيك دي بروين (بالإنجليزية: Monique de Bruin)‏ هي مبارزة بالسيف أمريكية، ولدت في 12 مايو 1977 في بورتلاند في الولايات المتحدة.